# 紡音れい
紡音 れい（つむぎね れい）は、日本のバーチャルYouTuberである。所属していた事務所はZERO project。YouTube、IRIAM、SHOWROOMなどのプラットフォームを中心に活動している。肩書きとして「天才美少女mix師」を名乗っており、呼び名として「れいちゃん」「寿司ちゃん」などの呼び方が存在する。デザインを手掛けた人物（いわゆる「ママ」）は、イラストレーターの空4である。
2022年11月30日をもって、事務所が解散。それ伴い彼女自身も同年10月をもって卒業した(後述）。

## 来歴
2019年5月19日にZERO projectの1期生としてデビューし、ゲーム実況や雑談配信を基調としつつ、ミックス講座の動画や歌ってみた動画、そしてオリジナル曲のMV（ミュージック・ビデオ）の投稿などを行なっていた。また、音楽ライブやDJイベントへの参加、アパレル産業や飲食店などとのコラボ活動も行っていた。
2019年8月8日に投稿したツイートで紡音れいが参加を呼びかけた「#Vtuber丸メガネ選手権」は、Twitterトレンドに入るほどの広がりを見せた。
2019年9月開催のVRイベント「V.V.V. 2019」で「Gugenka賞」を受賞した。2021年からは柚子花とFlare Runeとともに3人組アイドルユニット「épeler」（エプレ）としても活動していた。
2020年12月のイベント「VTuber楽曲大賞2020」では、TAKUYA the bringerが紡音れいの『DANCE is the answer』をトップ5に入る曲として挙げている。2021年1月7日創立の音楽レーベル「MOTTO MUSIC」にもゲストとして参加していた。2022年5月19日、自身の活動3周年を記念して新衣装を公開した。
2022年8月、プロダクションの「ZERO Project」が同年11月30日をもって解散する方針を公表。今回の解散に伴って、同年10月31日に卒業が決定。卒業後の個人活動継続の可能性も当時は見込まれていたが、2022年10月、紡音れいは同月末をもって、事務所からの卒業と共にVTuber活動を終了することが発表された。

## 参加・出演

### ライブ
- 「紡音れい 1st ワンマンライブ "DANCE with me"」（2021年5月22日、イベント「ZERO Project 2nd Anniversary Festival」内）[10]
- 「リビルドシリーズ①「でっかい宇宙に歌がある！」」（2021年9月22日、楽曲「でっかい宇宙に愛がある」）[19]

### 参加作品
- 『VirtuaREAL.01』（2020年1月19日、楽曲「DANCE is the answer」）[20]
- 『VirtuaREAL MIX.01 mixed by DJ TAMU』（2020年5月24日、楽曲「DANCE is the answer」）[21]
- 『まいてつ Last Run!! VTuber Cover Selection』（2020年10月30日、楽曲「hello! new world」）[22]
- BOOGEY VOXX『Bang!!』（2021年3月6日、楽曲「Flash Back City feat. 紡音れい (Prod. by IURA TOI)」）[23]
- 『Harmony.』（2021年3月28日、楽曲「雨色回遊」）[24]
- 『#ぶいっとコンピ』（2021年5月22日、楽曲「I am」、式部めぐりと共に歌唱）[25][26]
- 『Version.』（2022年3月26日、楽曲「EmoCosine. / Magical Merry-go-round (feat.紡音れい)」）[27]

### 書籍
- 『VTuberスタイル』2022年8月号（バーチャルお寿司との対談企画）[28]

### 商品
- 「VTuberチップス4」（2022年7月26日 - ）[29]

### 案件タイアップ・コラボ
- ケイゴイノウエのVTuberコラボTシャツ（2020年7月、BOOGEY VOXXと紡音れいが第一弾として参加した）[30]
- アパレルブランド「SPINNS」とのコラボアイテム（2020年9月、桜夢なな、幸糖ミュウミュウ、青咲ローズ、泡沫調の4人と共にコラボ）[31]
- SENNHEISERのマイクロホン「MK 4」（2021年4月）[32]
- アプリ『Zeeny アシスタント』のサブアシスタント（2021年11月）[33]
- スピーカー「Zeeny T★Box」（紡音れいの操作音が搭載された「Special Edition」が期間限定で発売）[34]

### 参加イベント
- 「ナゴヤVTuberまつり」（2019年12月15日、VTuber喫茶）[35]
- 「わくわく！VTuberひろば すぺしゃる♪」（2020年3⽉1⽇）[36]
- オンラインダンスミュージックイベント「音Line_DistANCE」（2020年5月6日）[37]
- REALITY内「歌ってみたMV制作イベント」（2020年6月、ZERO projectとして参加）[38]
- バーチャルライブ「アルテマ音楽祭」（2020年10月23日、楽曲「DANCE is the answer」）[39]
- バーチャル音楽フェス「ALLELOSPHERE REV.01」（2021年7月）[40]
- 「ナゴヤVTuber展 in パルコ」（2021年5月28日 - 2021年6月21日、アンバサダー）[41]
- 「StockForceGames CUP」（2021年9月23日、招待チームとして参加）[42]
- 配信限定ステージ「バーチャルTIF」（2021年10月、「TOKYO IDOL FESTIVAL 2021」内）[43]
- 大規模オンラインイベント「聖☆ネットおしゃべりフェス」（2022年2月13日）[44]
- 「D.N.A JAM Vol.1 最強V事務所決定戦」（2022年7月23日）[45]
- 「VTuber Halloween Fes 2022 in harevutai」（2022年10月27日）[46][47]

### コラボ動画・参加企画
- まりなす（仮）の楽曲『POLYFULL!』（2020年4月25日）[48]
- 雪乃イトの企画「Vtuberバンド企画」（2020年5月29日）[49]
- 「#まいてつ歌ってみた」企画（2020年10月30日、第一弾のメンバー）[50][51]
- 大童澄瞳らの参加するゲーム『Among Us』コラボ配信（2021年1月26日）[1]